# اسپرینگ هیل، شهرستان باتلر، آلاباما
اسپرینگ هیل (به انگلیسی: Spring Hill) یک منطقهٔ مسکونی در ایالات متحده آمریکا است که در شهرستان باتلر، آلاباما واقع شده‌است. اسپرینگ هیل ۱۴۸٫۱۳ متر بالاتر از سطح دریا واقع شده‌است.